# Pervis Estupiñán
Artikeln följer den spanska namnseden; faderns efternamn är Estupiñán och moderns efternamn Tenorio.
Pervis Josué Estupiñán Tenorio, född 21 januari 1998, är en ecuadoriansk fotbollsspelare som spelar för Brighton & Hove Albion. Han spelar även för Ecuadors landslag.

## Klubbkarriär
Den 16 september 2020 värvades Estupiñán av spanska Villarreal, där han skrev på ett sjuårskontrakt.
Den 16 augusti 2022 värvades Estupiñán av engelska Brighton & Hove Albion, där han skrev på ett femårskontrakt.

## Landslagskarriär
Estupiñán debuterade för Ecuadors landslag den 13 oktober 2019 i en 6–1-förlust mot Argentina. Han har varit en del av Ecuadors trupp vid Copa América 2021.